# Babakan Ciparay (plaats)
Babakan Ciparay is een bestuurslaag in het regentschap Kota Bandung van de provincie West-Java, Indonesië. Babakan Ciparay telt 33.662 inwoners (volkstelling 2010).